# Gołynieckie osiedle miejskie
Gołynieckie osiedle miejskie (ros. Голынковское городское поселение) – rosyjska jednostka administracyjna (osiedle miejskie) wchodząca w skład rejonu rudniańskiego w оbwodzie smoleńskim.
Centrum administracyjnym jednostki jest osiedle typu miejskiego Gołynki.

## Geografia
Powierzchnia jednostki wynosi 15,12 km². Przez terytorium jednostki przechodzi droga federalna R120 (Orzeł – Briańsk – Smoleńsk – granica z Białorusią) oraz linia kolejowa Smoleńsk – Witebsk (stacja kolejowa Gołynki).

## Demografia
W 2020 roku jednostkę zamieszkiwało 3262 osób.

## Miejscowości
W skład jednostki administracyjnej wchodzi jedynie osiedle typu miejskiego Gołynki.